# 66479 Healy
66479 Healy è un asteroide della fascia principale. Scoperto nel 1999, presenta un'orbita caratterizzata da un semiasse maggiore pari a 2,6893071 UA e da un'eccentricità di 0,2236326, inclinata di 8,03216° rispetto all'eclittica.
L'asteroide è dedicato all'astronomo statunitense David B. Healy.